# Hermanas Goggi Remixed
Hermanas Goggi Remixed è un album di remix di  Loretta Goggi e Daniela Goggi, pubblicato nel 2014.

## Descrizione
L'album contiene i remix delle canzoni cantate in coppia dalle sorelle Goggi nel periodo in cui formarono il duo musicale Hermanas Goggi, più altri brani appartenenti al repertorio di entrambe in versione Remix curate dal dj Marco Lazzari. Come bonus track finali furono inserite le versioni originali di Maledetta primavera e L'aria del sabato sera.
Il disco è stato pubblicato in un'unica edizione in CD, con il numero di catalogo DW103/2014, anche come download digitale e sulle piattaforme streaming.

## Tracce
1. Domani (Remix)
2. Mezza Stella (Remix)
3. La Notte (Remix)
4. Estoy Bailando (Sto Ballando)(Remix)
5. Oba-Ba-Luu-Ba (Remix)
6. Io Nascerò (Remix)
7. La Notte (Extended Remix)
8. Mezza Stella (Extended Remix)
9. Estoy Bailando (Sto Ballando)(Club Mix)
10. Hermanas Goggi Megamix
11. Maledetta Primavera (Original Version)
12. L'Aria Del Sabato Sera (Original Version)